# ISS Pro Evolution
ISS Pro Evolution, conocido en Japón como Winning Eleven 4, es la tercera entrega de la saga de videojuegos deportivos ISS Pro (actual Pro Evolution Soccer), desarrollada por Konami Computer Entertainment Tokyo. Salió a la venta en febrero de 1999 en exclusiva para PlayStation, y fue la primera entrega que incluyó la Liga Máster.
En comparación con otras entregas de ISS Pro, los desarrolladores mejoraron el motor gráfico y las animaciones, y se renovó la jugabilidad para ofrecer un simulador de fútbol fidedigno, tanto con regates y jugadas ensayadas como con detalles en equipaciones y gestos de los jugadores. De este modo, se diferenciaba de la otra entrega de la saga ISS desarrollada por el estudio de Osaka para Nintendo 64, ISS 2000, con un estilo más arcade.

## Características
Konami desarrolló en ISS Pro Evolution un sistema de juego que trata de simular un partido de fútbol real, donde prima el control del balón por encima de las individualidades. Para ello es posible trazar jugadas al toque, combinaciones o pases al hueco con una mayor precisión que en otras entregas. También se pueden ejecutar estrategias predefinidas durante el partido, así como también se puede adelantar o retrasar posiciones sin necesidad de pausa. Respecto a ISS Pro 98, se mejoró la jugabilidad, los controles y la definición de los futbolistas en el campo, con rasgos distintivos como botas personalizadas, detalles en equipaciones o una banda en el brazo del capitán. La plantilla completa es de 22 jugadores.
ISS Pro introdujo nuevas selecciones internacionales combinados de estrellas internacionales, y por primera vez incluyó clubes de fútbol en un nuevo modo de juego, la Liga Máster. Este nuevo modo incluye a los 16 mejores equipos de Europa en 1999, aunque no contaba con sus nombres oficiales. En la versión europea y norteamericana, Konami no tenía las licencias de la mayoría de equipos y selecciones, por lo que casi todos los jugadores aparecen con nombres ligeramente modificados. De este modo, Roberto Carlos era R. Corlos, mientras que Raúl figuraba como Rahul. La falta de licencias también afectó a los estadios, en su mayoría adaptaciones fieles de campos reales como el Stade de France.
El apartado sonoro registró más mejoras en la versión japonesa que en la europea, especialmente en lo referente a locución durante el partido. Para Japón se contó como comentarista con la voz de Jon Kabira, un reconocido periodista deportivo del país que ya participó en anteriores ediciones. En el caso de las versiones internacionales, las voces no correspondían a ningún locutor conocido. En la versión española figuran en los créditos los nombres de Guillermo Reinlein y Xavier Fernández.

## Modos de juego

### Torneos
El principal modo de juego en ISS Pro Evolution es el torneo de liga entre selecciones y las copas, que ya figuran en anteriores ediciones. Dentro del modo de copa, se pueden elegir seis torneos participados por las selecciones internacionales. Los nombres no son los oficiales. También se pueden jugar con las selecciones un partido amistoso, rondas de penaltis y entrenamiento.
El principal modo es la Copa Internacional, idéntico al Mundial de fútbol, en el que participan 32 selecciones de todo el mundo. Los otros torneos internacionales son la Copa de América (Copa América), la Copa Europea (Eurocopa), la Copa de África (Copa Africana) y la Copa de Asia y Oceanía (Copa Asiática). El último torneo es la Copa Konami, donde el jugador puede jugar un torneo personalizado con las reglas y número de equipos que desee.

### Liga Máster
El nuevo modo de juego que apareció en ISS Pro Evolution es la Liga Máster, compuesta por los 16 clubes europeos más populares en esa época, sin sus nombres oficiales.  El jugador elige un equipo, e independientemente de cual escoja recibirá una plantilla genérica, compuesta por jugadores ficticios y de baja calidad. A medida que el jugador gana partidos, obtiene puntos con los que puede fichar mejores futbolistas y mejorar su plantel. En esta edición, sólo se podía jugar a este modo en dificultad normal o difícil.
El jugador recibe puntos por cada victoria o empate, que le permitirán contratar jugadores de otros clubes. La victoria son 8 puntos, el empate suma 4 puntos, y la derrota no se premia. Dependiendo del resultado y la dificultad elegida, se pueden obtener también puntos de bonificación. Al ser una división única, cuando termina una temporada se comienza la siguiente, con los futbolistas que en ese momento formen parte de la plantilla. El equipo que utilice el jugador puede usarse en otros modos, como los partidos amistosos y el entrenamiento.

### Modo Olímpico
Este modo se encuentra sólo en la versión japonesa, Winning Eleven 4, y no se incluyó para el mercado europeo ni el norteamericano. El jugador puede disputar el campeonato de fútbol en los Juegos Olímpicos, con selecciones sub-23. Además, puede empezar desde la fase final del torneo con cualquier país, o luchar por una de las tres plazas para equipos asiáticos en una ronda preliminar.
En el modo olímpico aparecen países asiáticos que no se pueden escoger en los modos de juego normales. De este modo, están disponibles los combinados sub-23 de China, Kazajistán, Kuwait y Tailandia.

### Modo En línea
Pese a que el juego no incorporaba funciones en línea, desde hace años existen pequeñas comunidades sin ningún tipo de ánimo de lucro que permiten jugar en línea entre amigos, usando equipos y plantillas actualizados a fecha de hoy, como forma de recordar este gran videojuego.

## Selecciones
El juego cuenta con un total de 53 selecciones nacionales y 4 equipos desbloqueables.

### Europa
| - Irlanda - Irlanda del Norte - Escocia - Gales - Inglaterra - Portugal - España - Francia - Bélgica - Países Bajos | - Suiza - Italia - República Checa - Alemania - Dinamarca - Noruega - Suecia - Finlandia - Polonia - Eslovaquia | - Austria - Hungría - Croacia - Yugoslavia - Rumania - Bulgaria - Grecia - Turquía - Ucrania - Rusia |

### África
| - Marruecos - Túnez - Egipto | - Nigeria - Camerún - Sudáfrica |

### América delNortey delSur
| - Estados Unidos - México - Jamaica - Colombia - Brasil | - Perú - Chile - Paraguay - Uruguay - Argentina |

### AsiayOceanía
| - Japón - Corea del Sur - China - Irán | - Emiratos Árabes Unidos - Arabia Saudita - Australia |

### Equipos Extras
| - Euro All Star - World All Star - Classic Euro All Star - Classic World All Star |

## Selecciones Sub-23 en la versión japonesa Winning Eleven 4
| - Eslovaquia - España - Italia - Chile - Marruecos - Baréin - Nigeria - Camerún - Estados Unidos - República Checa - Brasil - Sudáfrica | - Honduras - Japón - Corea del Sur - China - Tailandia - Kazajistán - Irán - Kuwait - Emiratos Árabes Unidos - Arabia Saudita - Australia - Catar |

## Clubes
| - Manchester (Manchester United) - London (Arsenal FC) - Chelsea (Chelsea FC) - Liverpool (Liverpool FC) - Marseille (Olympique de Marsella) - Monaco (AS Monaco) - Dortmund (Borussia Dortmund) - Munchen (Bayern de Múnich) | - Barcelona (FC Barcelona) - Madrid (Real Madrid) - International (Inter de Milán) - Torino (Juventus de Turín) - Milano (AC Milan) - Roma (SS Lazio) - Parma (AC Parma) - Ámsterdam (AFC Ajax) |

## Estadios
| País                        | Nombre ficticio        | Estadio                 | Ciudad            |
| --------------------------- | ---------------------- | ----------------------- | ----------------- |
| Bandera de Inglaterra       | Apex Twin              | Wembley                 | Londres           |
| Bandera de Alemania         | Bayern Stadium         | Olímpico de Múnich      | Múnich            |
| Bandera de Italia           | Colosseo di Lombardia  | San Siro                | Milán             |
| Bandera de Alemania         | Olympia Stadium        | Olímpico de Berlín      | Berlín            |
| Bandera de Malasia          | Pacific Stadium        | Estadio Shah Alam       | Shah Alam         |
| Bandera de Francia          | Parc des General       | Parque de los Príncipes | París             |
| Bandera de Chile            | Plaza de Santiago      | Estadio Nacional        | Santiago de Chile |
| Bandera de los Países Bajos | Postbus Arena          | Amsterdam Arena         | Ámsterdam         |
| Bandera de Francia          | Stade du disque volant | Stade de France         | Saint-Denis       |
| Bandera de Inglaterra       | Trad Brick             | Old Trafford            | Mánchester        |